# 尾ノ内自然ふれあい館
尾ノ内自然ふれあい館（おのうちしぜんふれあいかん）は埼玉県秩父郡小鹿野町河原沢にある工芸体験施設。
両神山を源流とする尾ノ内渓谷の入り口にある農林業の体験学習の場である。

## 施設
- 体験実習棟
- 炊事施設
- デイキャンプ用バーベキュー施設

## 開館日・時間
- 無休（要予約）8:00〜17:00

## 施設利用料
500円
- レンタル料

鉄板250円
木炭800円
薪800円

## 受け入れ可能人数
- 1回当り50名/日帰り[2]

## 所在地
- 〒368-0113 埼玉県秩父郡小鹿野町河原沢3515

## 管理団体
- 尾ノ内渓谷の自然を守る会

## アクセス
- 秩父鉄道秩父本線（秩父線）の秩父駅から西へ車で30分

## 周辺
- 尾ノ内渓谷
- おがの化石館